# چیزهای عجیب (فصل ۴)
فصل چهارم مجموعهٔ تلویزیونی درام ترسناک علمی تخیلی آمریکایی چیزهای عجیب، در دو جلد در سراسر جهان از طریق سرویس پخش نتفلیکس منتشر شد. نخستین جلد در قالب هفت اپیزود در تاریخ ۲۷ مه ۲۰۲۲ و جلد دوم با دو اپیزود در ۱ ژوئیه منتشر شد. این فصل توسط برادران دافر، خالقان سریال، با همراهی شاون لوی، دن کوهن، آیین پترسون و کرتیس گوین تولید شد. وقایع فصل چهارم هشت ماه پس از پایان فصل سوم اتفاق می‌افتد، و مرگ‌های عجیب و غریب مرتبط با دنیای وارونه باعث پارانویا در بین ساکنان هاوکینز می‌شود.
این فصل توسط خالقان سریال، برادران دافر، به همراه شاون لوی، دن کوهن، آیین پترسون و کرتیس گوین تولید شد. بازیگرانی که نقش‌های خود را تکرار می‌کنند عبارتند از: وینونا رایدر، دیوید هاربر، میلی بابی براون، فین ولفهارد، متیو موداین، گیتن ماتارازو، کیلب مک‌لاگلین، نوآ اشنپ، سیدی سینک، ناتالیا دایر، چارلی هیتون، جو کیری؛ همچنین مایا هاک و پل رایزر به عنوان بازیگران عادی بازگشته‌اند. جیمی باور، جوزف کوئین، ادواردو فرانکو و کارا بونو نیز در این فصل ایفای نقش کرده‌اند.
فصل چهارم تا حد زیادی بازخوردهای مثبتی از منتقدان دریافت کرده‌است. آنها بازی بازیگران (به ویژه باور، براون، کوین و سینک)، جلوه‌های بصری، سکانس‌های اکشن و لحن تیره‌تر و بالغ‌تر را در مقایسه با فصل‌های پیشین ستایش کردند، اگرچه با انتقادهایی مبنی بر طولانی‌تر بودن زمان اجرای اپیزودها در مقایسه با فصل‌های قبلی نیز همراه بود.

## خلاصهٔ داستان
در مارس ۱۹۸۶، هشت ماه پس از رویدادهای فصل سوم، فصل چهارم بین خطوط داستانی مختلف تقسیم می‌شود.
نخستین داستان در هاوکینز اتفاق می‌افتد، جایی که چندین نوجوان به روش‌های مرموز کشته می‌شوند. داستین هندرسون، مکس میفیلد، لوکاس و اریکا سینکلر، استیو هرینگتون، نانسی ویلر، رابین باکلی، و ادی مانسون، رهبر کلوپ هل‌فایر در آن حضور دارند. یک گروه سیاه‌چال‌ها و اژدهایان که شامل داستین و دوستانش می‌شود. ادی مظنون اصلی قتل می‌شود و توسط جیسون کارور و اعضای تیم بسکتبال که معتقدند ادی دوست دختر جیسون، کریسی کانینگهام را با استفاده از قدرت‌های شیطانی‌اش کشته‌است، تعقیب می‌شود. داستین و دوستانش تحقیق می‌کنند و متوجه می‌شوند که قتل‌ها توسط موجود قدرتمندی انجام شده‌است که در دنیای وارونه زندگی می‌کند، موجودی که بعداً آن را وکنا نامیدند.
خط داستانی دوم شامل بازدید مایک ویلر از الون، ویل و جاناتان بایرز در خانه جدیدشان در کالیفرنیا است. با توجه به وقایع هاوکینز و خطر قریب‌الوقوع برای دوستانش، الون به همراه دکتر مارتین برنر و سم اوونز به یک مرکز مخفی می‌رود تا به او کمک کند تا قدرت خود را دوباره به دست آورد. مایک، ویل، جاناتان و دوست جاناتان آرگیل سعی می‌کنند الون را پیدا کنند.
داستان سوم داستان جویس بایرز و موری باومن را دنبال می‌کند که متوجه می‌شوند جیم هاپر ممکن است هنوز زنده باشد و به آنها گفته می‌شود که پول بیاورد تا ترتیب انتقال او را بدهد. در همین حال، در یک گولاگ روسی در کامچاتکا، هاپر زندانی است و در کنار سایر زندانیان مجبور می‌شود با دموگورگونی که روس‌ها اسیر کرده‌اند بجنگد.

## بازیگران و شخصیت‌ها

### اصلی
- وینونا رایدر در نقش جویس بایرز
- دیوید هاربر در نقش جیم هاپر[۴]
- میلی بابی براون در نقش الون
  - مارتی بلر در نقش الون جوان‌تر
- فین ولفهارد در نقش مایک ویلر
- گیتن ماتارازو در نقش داستین هندرسون
- کیلب مک‌لاگلین در نقش لوکاس سینکلر
- نوآ اشنپ در نقش ویل بایرز
- سیدی سینک در نقش مکس میفیلد
  - بل هنری در نقش مکس جوان‌تر
- ناتالیا دایر در نقش نانسی ویلر
- چارلی هیتون در نقش جاناتان بایرز
- جو کیری در نقش استیو هرینگتون
- مایا هاک در نقش رابین باکلی[۵]
- برت گلمن در نقش موری باومن[۶]
- پریا فرگوسن در نقش اریکا سینکلر[۷]
- متیو موداین در نقش مارتین برنر[۸]
- پل رایزر در نقش سام اونز[۹]

### همچنین با حضور
- جیمی باور در نقش هنری کریل / وان (۰۰۱) / وکنا
  - رافائل لوس در نقش هنری کریل جوان
- کارا بونو در نقش کارن ویلر
- ادواردو فرانکو در نقش آرگیل
- جوزف کوین در نقش ادی مانسون

### مکمل
- جو کرست در نقش تد ویلر
- میسون دای در نقش جیسون کارور[۱۰]
- تام ولاشیها در نقش دیمیتری «انزو» آنتونوف[۱۱]
- نیکولا جوریچکو در نقش یوری اسماعیلوف[۱۲]
- راب مورگان در نقش کلانتر پاول
- جان رینولدز در نقش افسر کالاهان
- شرمن اوگاستس در نقش سرهنگ دوم جک سالیوان[۱۰]
- مایلز ترویت در نقش پاتریک مک کینی[۱۳]
- گابریلا پیزولو در نقش سوزی
- تینزلی و آنیستون پرایس در نقش هالی ویلر
- کلیتون رویال جانسون در نقش اندی
- تریستان اسپون در نقش تو (۰۰۲)
- کریستین گانیر در نقش تن (۰۱۰)
- رجینا تینگ چن در نقش خانم کلی[۱۳]
- آلودی گریس اورکین در نقش آنجلا
- لوگان آلن در نقش جیک
- هانتر رومانیلوس در نقش چنس
- پاشا لیچنیکوف در نقش اولگ
- وایدوتاس مارتینایتیس در نقش ملنیکوف، رئیس زندان
- نیکولای نیکولایف در نقش ایوان
- پاریس بنجامین در نقش مأمور الن استینسون
- کاترین کرتین در نقش کلودیا هندرسون
- کارن سیزی در نقش سو سینکلر
- آرنل پاول در نقش چارلز سینکلر
- ایرا آمیکس در نقش هارمون
- کندریک کراس در نقش والاس
- هندریکس یانسی در نقش ثرتین (۰۱۳)

### مهمان‌ها
- رابرت انگلوند در نقش ویکتور کریل[۱۰]
  - کوین ال جانسون در نقش ویکتور کریل جوان
- دیکر مانتگامری در نقش بیلی هارگرو
- ایمیبث مک‌نالتی در نقش ویکی[۱۳]
- کاسپر ون دین در نقش کریسی کانینگهام[۱۳]
- جوئل استوفر در نقش وین مانسون
- تاینر راشینگ در نقش ویرجینیا کریل
- لیوی برچ در نقش آلیس کریل
- لوگان رایلی برونر در نقش فرد بنسون[۱۴]
- اد آماترودو در نقش هَچ
- آدری هولکامب در نقش اِدِن

## اپیزودها
| Volume ۱ |   |                                        |              |                   |              |
| ۲۶ | ۱ | «بخش اول: کلوب هل‌فایر»                 | برادران دافر | برادران دافر      | ۲۷ مه ۲۰۲۲   |
| در یک فلاش بک به سال ۱۹۷۹، دکتر برنر در حال آزمایش بر روی کودکان دارای توانایی‌های فراطبیعی است تا اینکه یک حادثهٔ مرموز تمام کودکان را به جز اِلِوِن می‌کشد. در سال ۱۹۸۶ - هشت ماه پس از وقایع فروشگاه استارکورت- جویس، ویل، جاناتان و اِلِوِن به کالیفرنیا نقل مکان کرده‌اند، جایی که اِلِوِن با از دست دادن قدرت‌های خود مبارزه می‌کند و مرتباً توسط دانش‌آموزان دیگر مورد آزار و اذیت قرار می‌گیرد. جویس یک عروسک چینی را از طریق پست دریافت می‌کند که ظاهراً از روسیه آمده‌است، و یک یادداشت مخفی در آن پیدا می‌کند که نشان می‌دهد هاپر هنوز زنده است. مایک و داستین در هاوکینز به «کلوب هل‌فایر» دبیرستانشان می‌پیوندند، یک کلوب بازی سیاه‌چال‌ها و اژدهایان به رهبری اِدی مَنسونِ عجیب و غریب. آنها دلتنگ دیدن پیروزی لوکاس در بازی قهرمانی تیم بسکتبال می‌شوند. مکس که از لوکاس جدا شده‌است در غم و اندوه مرگ بیلی به سر می‌برد. کریسی کانینگهام، یک دانش‌آموز در تیم چیرلیدرها، با صحنه‌هایی از خانواده‌اش و تیک‌تاکی از یک «ساعت پدربزرگ» تسخیر می‌شود. کریسی در حین خرید مواد مخدر از اِدی، توسط یک موجود انسان‌نما از طریق یک رؤیای وحی تسخیر شده و کشته می‌شود. |   |                                        |              |                   |              |
| ۲۷ | ۲ | «بخش دوم: نفرین وکنا»                  | برادران دافر | برادران دافر      | ۲۷ مه ۲۰۲۲   |
| هاپر از انفجار زیر مرکز خرید استارکورت جان سالم به در برده‌است، اما توسط سربازان شوروی دستگیر شده و به اردوگاه زندان در شبه‌جزیره کامچاتکا فرستاده شده‌است. جویس و موری با شماره تلفن مندرج در یادداشتی که به او فرستاده‌شده تماس می‌گیرند و با دیمیتری آنتونوف، یک نگهبان زندان که هاپر به او رشوه داده‌است، صحبت می‌کنند. آنتونوف از آنها می‌خواهد ۴۰٫۰۰۰ دلار باج به مخاطبش در آلاسکا تحویل دهند. مایک به کالیفرنیا پرواز می‌کند تا از اِلِوِن دیدن کند، جایی که او و ویل شاهد آزار و اذیت وی توسط همکلاسی‌اش آنجلا می‌شوند. اِلِوِن در نهایت با ضربه‌زدن به صورت آنجلا با رولر اسکیت انتقام خود را می‌گیرد. مکس به داستین می‌گوید که شبی که کریسی درگذشت، اِدی را در حال فرار دیده‌است. آنها همراه با رابین و استیو، اِدی آسیب‌دیده را پیدا می‌کنند و ماجرای دنیای واررونه (آپساید داون) را به او توضیح می‌دهند. اِدی و داستین نام موجودی را که کریسی را کشت «وِکنا» می‌گذارند. نانسی و فِرِد، خبرنگار دانشجوی همکارش در مورد مرگ کریسی تحقیق می‌کنند. عموی اِدی به نانسی می‌گوید که او معتقد است قاتل اصلی شخصی به نام ویکتور کریل، یکی از ساکن قدیمی هاوکینز است که پس از ادعای قتل خانواده‌اش در دهه ۱۹۵۰، زندانی شده‌است. فِرِد با رؤیاهای دختری که به‌طور تصادفی قبل از قتل وِکنا او را به قتل رساند، به جنگل اغوا می‌شود. |   |                                        |              |                   |              |
| ۲۸ | ۳ | «بخش سوم: هیولا و ابرقهرمان»           | شاون لوی     | کیتلین اشنایدرهان | ۲۷ مه ۲۰۲۲   |
| سم اونز از سوی سرهنگ دوم جک سالیوان از نیروی زمینی ایالات متحده آمریکا ملاقات می‌شود، که دومی معتقد است اِلِوِن مسئول مرگ کریسی است. اِلِوِن به دلیل حمله به آنجلا دستگیر می‌شود، اما اوونز به او می‌گوید که هاوکینز در خطر جدی قرار دارد و روی برنامه‌ای کار می‌کند تا به بازگرداندن قدرت‌هایش کمک کند. اِلِوِن موافقت می‌کند که با او برود. جویس و موری به آلاسکا پرواز می‌کنند تا باج را برای نجات هاپر تحویل دهند. هاپر به یکی از زندانیان هم رشوه می‌دهد تا با استفاده از پتک، غل و زنجیر او را بشکند. نانسی و رابین برای جستجوی اطلاعات در مورد ویکتور کریل به کتابخانه می‌روند و متوجه می‌شوند که کریل قتل‌های خانواده‌اش را به گردن شیطانی می‌اندازد که به اعتقاد آن‌ها همان وِکنا است. جیسون تیم بسکتبال را رهبری می‌کند تا اِدی را شکار کنند و معتقد است که وی کریسی را کشته‌است، اما لوکاس آنها را رها می‌کند. مکس به یاد می‌آورد که کریسی پیش از کشته‌شدن توسط وِکنا با مشاور مدرسه ملاقات کرده بود. او پرونده‌های کریسی و فِرِد را از دفتر مشاور می‌دزدد و متوجه می‌شود که آنها از علائم پی‌تی‌اس‌دی مشابه علائم او رنج می‌برند. مکس می‌شنود که وِکنا نام او را صدا می‌کند و وارد رؤیایی می‌شود که یک ساعت پدربزرگ را می‌بیند. |   |                                        |              |                   |              |
| ۲۹ | ۴ | «بخش چهارم: بیلی عزیز»                 | شان لوی      | پل دیشتر          | ۲۷ مه ۲۰۲۲   |
| جویس و موری مبلغ باج را به شخصی به نام یوری، مخاطب آنتونوف می‌دهند، اما در قهوهٔ آنها داروی خواب‌آور انداخته و قصد دارد آنها (و هاپر و آنتونوف) را برای سود بیشتر به روس‌ها تحویل دهد. هاپر از اردوگاه زندان می‌گریزد اما به زودی دوباره دستگیر می‌شود. جاناتان، مایک و ویل آماده می‌شوند تا از والاس و هارمون، مأمورانی که اوونز برای تماشای آنها فرستاده‌اند، دزدکی دور شوند، اما سربازان مسلح به خانه حمله می‌کنند. آنها با کمک آرگیل دوست جاناتان فرار می‌کنند و هارمون مجروح را با خود می‌آورند. نانسی و رابین با ویکتور کریل زندانی مصاحبه می‌کنند که خانواده‌اش را بازگو می‌کند که توسط نیروهای فراطبیعی عذاب داده شده‌اند و کشته شده‌اند در حالی که او به دلیل مرگ آنها دستگیر شده‌است. مکس از ترس اینکه وِکنا قصد کشتن او را دارد، برای دوستان و خانواده‌اش نامه می‌نویسد و به گورستان می‌رود تا نامه‌اش را برای بیلی در کنار سنگ قبرش بخواند. او به زودی توسط وِکنا تسخیر می‌شود و خود را در محراب او در دنیای وارونه می‌یابد. استیو، داستین و لوکاس از نانسی و رابین یادمی‌گیرند که پخش موسیقی می‌تواند طلسم وِکنا را بشکند و آهنگ مورد علاقه مکس، «به سوی بالای تپه‌» را روی نوار کاست پخش می‌کنند. این امر یک پورتال را باز می‌کند که از طریق آن مکس به سختی از کنترل وِکنا فرار می‌کند. |   |                                        |              |                   |              |
| ۳۰ | ۵ | «بخش پنجم: پروژهٔ نینا»                 | نیمرود آنتال | کیت ترفری         | ۲۷ مه ۲۰۲۲   |
| اونز، اِلِوِن را به یک سیلوی متروکه موشک بالستیک قاره‌پیما در نوادا می‌برد، جایی که او و دکتر برنر یک مخزن جداسازی تخصصی (با نام «نینا»؛ NINA) ایجاد کرده‌اند که به اِلِوِن اجازه می‌دهد تا به خاطرات دوران خود با سایر کودکان در آزمایشگاه هاوکینز دسترسی داشته باشد. اِلِوِن تلاش برای فرار می‌کند و برای مدت کوتاهی قدرت خود را در این فرایند به دست می‌آورد و او را متقاعد می‌کند که به آزمایش ادامه دهد. مأمور هارمون در کالیفرنیا پیش از دادن شماره تلفن به پسرها برای پروژهٔ نینا که به مودم متصل می‌شود، می‌میرد. مایک تصمیم می‌گیرد در سالت لیک سیتی از سوزی، دوست دختر داستین، کمک بگیرد. هاپر در کنار آنتونوف زندانی می‌شود. جویس و موری در حین پرواز به روسیه، یوری را تحت سلطه خود درمی‌آورند و در بیابان فرود می‌آیند. مکس، لوکاس، استیو و داستین با نانسی و رابین دوباره جمع می‌شوند و تصمیم می‌گیرند در خانه کریل تحقیق کنند. آنها در داخل با نورهای سوسوزن مواجه می‌شوند که آنها را به حرکات وِکنا در دنیای وارونه ردیابی می‌کنند. جیسون و دیگر بازیکنانش اِدی را که در حال فرار با قایق در دریاچهٔ عاشقان است، پیدا می‌کنند و جیسون و هم تیمی‌اش پاتریک به دنبال او شنا می‌کنند. وکنا پاتریک را جلوی جیسون و اِدی می‌کشد و باعث می‌شود که چراغ‌های خانهٔ کریل منفجر شوند. |   |                                        |              |                   |              |
| ۳۱ | ۶ | «بخش ششم: شیرجه»                       | نمرود آنتال  | کورتیس گوین       | ۲۷ مه ۲۰۲۲   |
| اِلِوِن در داخل «نینا» خاطرات دوستی با شخصی در آزمایشگاه را به یاد می‌آورد، که به او هشدار می‌دهد که به برنر اعتماد نکند. او همچنین به یاد می‌آورد که توسط سایر آزمودنی‌ها طرد شده‌است، که باعث‌شده باور کند که او مسئول کشتار آزمایشگاهی بوده‌است. سوزی به گروه مایک کمک می‌کند تا مختصات پروژهٔ نینا را پیدا کند. به هاپر و سایر زندانیان یک ضیافت بزرگ داده می‌شود که هاپر هشدار می‌دهد که آنها را برای تغذیه به دموگورگون آماده می‌شوند. او بعداً با یادآوری اینکه نقطهٔ ضعف دموگورگون آتش است، موفق می‌شود یک فندک از یک گارد بدزدد. جویس و موری، یوری را مجبور می‌کنند تا آنها را به شهر نزدیکی که کالاهایش را در آنجا ذخیره می‌کند، ببرد و تصمیم می‌گیرد موری را در نقش یوری برای نفوذ به زندان بفرستد. جیسون ساکنان هاوکینز را در جلسهٔ تالار شهر علیه فرقهٔ فرضی شیطانی اِدی تحریک می‌کند. گروه استیو، اِدی را پیدا می‌کنند. داستین متوجه رفتار نادرست قطب‌نما می‌شود و متوجه می‌شود که باید دروازهٔ جدیدی به سمت دنیای وارونه در نزدیکی وجود داشته باشد. آن‌ها دروازه را به سمت دریاچهٔ عاشقان دنبال می‌کنند، جایی که استیو به پایین شیرجه می‌رود تا پیش از اینکه توسط یک پیچک به سمت وارونه کشیده شود و توسط موجودات خفاش‌مانند ازدحام شود، آن را بررسی کند. نانسی، رابین و اِدی به دنبال او شیرجه می‌زنند. |   |                                        |              |                   |              |
| ۳۲ | ۷ | «بخش هفتم: کشتار در آزمایشگاه هاوکینز» | برادران دافر | برادران دافر      | ۲۷ مه ۲۰۲۲   |
| جویس، موری و یوری وارد کامچاتکا می‌شوند و شاهد مبارزهٔ هاپر و دیگر زندانیانش با یک دموگورگون هستند. هاپر موجود را با نیزه‌ای شعله‌ور نگه می‌دارد در حالی که موری و جویس نگهبانان را زیر سلطه می‌گیرند و درهای زندان را باز می‌کنند و به هاپر و آنتونوف اجازه می‌دهند که فرار کنند. جویس و هاپر دوباره متحد می‌شوند. داستین، لوکاس و اریکا روی یک تئوری کار می‌کنند که وِکنا دروازه‌ای را در محل هر قتل ایجاد می‌کند؛ سپس آن‌ها با گروه استیو در دنیای وارونه ارتباط برقرار می‌کنند. هر دو طرف در داخل تریلر اِدی در دروازه‌ای که کریسی در آن درگذشته بود، دوباره متحد می‌شوند. رابین و اِدی با خیال راحت خارج می‌شوند، اما وِکنا، نانسی را در اختیار می‌گیرد. ننسی متوجه می‌شود که وکنا، همان هنری پسر ویکتور کریل است که پیش از اینکه به کما برود و تحت مراقبت برنر قرار گیرد، مادر و خواهرش را با قدرت روان حرکتی خود کشته‌بود. هنری در تلاش‌های برنر برای تکرار قدرت‌هایش تبدیل به نخستین کودک آزمایشگاهی یعنی «۰۰۱» یا «وان» شد. اِلِوِن در نهایت به یاد می‌آورد که ۰۰۱ قتل‌عام آزمایشگاه را انجام داده‌بود و زمانی که او از کمک به تحقق جاه‌طلبی‌های ۰۰۱ خودداری کرده بود، سعی کرده بود وی را بکشد. اِلِوِن بر هنری غلبه کرد و او را به دنیای وارونه فرستاد، جایی که او به وِکنا تبدیل شد. |   |                                        |              |                   |              |
| Volume ۲ |   |                                        |              |                   |              |
| ۳۳ | ۸ | «بخش هشتم: پاپا»                       | برادران دافر | برادران دافر      | ۱ ژوئیه ۲۰۲۲ |
| وِکنا تصویری از آینده را به نانسی نشان می‌دهد که در آن هاوکینز پیش از رهاکردن او توسط شکاف‌ها از هم می‌پاشد. نانسی تجربهٔ خود را برای دیگران به اشتراک می‌گذارد و آن‌ها تشخیص می‌دهند که وِکنا برای اجرای نقشهٔ خود به چهار دروازه نیاز دارد. مکس پیشنهاد می‌کند که وِکنا را فریب دهد تا دیگران بتوانند در حالی که حواسش پرت است به او حمله کنند. اِلِوِن با استفاده از قدرت خود از این نقشه باخبر می‌شود و اوونز را مجبور می‌کند تا تردد به هاوکینز را ترتیب دهد. با این حال، اوونز از سوی مردان برنر دستگیر شده و اِلِوِن به دام میفتد و برنر اصرار می‌کند که او باید آموزش‌هایش را کامل کند. اِلِوِن متوجه می‌شود که برنر سال‌ها از او برای بازیابیِ هِنری از دنیای وارونه استفاده کرده‌است. سالیوان و نیروهایش به محل می‌رسند و همهٔ کارکنان را می‌کشند. اِلِوِن که هنوز تحت داروی بیهوشی قرار دارد، توسط برنر نجات داده‌شده و به بیرون حمل می‌شود اما برنر در حین فرار از سوی یک هلیکوپتر متعلق به نیروهای سالیوان به صورت مرگبار مورد اصابت چندین گلوله قرار می‌گیرد. اِلِوِن وسایل نقلیه سالیوان را درست زمانی که گروه مایک می‌رسد از بین می‌برد. او برنر را پیش از مرگش نمی‌بخشد و با گروه مایک می‌رود. هاپر، جویس، موری، یوری و آنتونوف در روسیه پس از کشف چندین موجود دیگر از دنیای وارونه تحت مطالعه در زندان، از پایگاه فرار می‌کنند. |   |                                        |              |                   |              |
| ۳۴ | ۹ | «بخش نهم: کول‌کردن»                     | برادران دافر | برادران دافر      | ۱ ژوئیه ۲۰۲۲ |
| گروه نقشهٔ خود را پیاده می‌کنند: مکس، لوکاس و اِریکا به خانهٔ کریل؛ و استیو، نانسی و رابین به همتای وارونه خود برای حمله به وِکنا می‌روند؛ و داستین و اِدی خفاش‌ها را منحرف می‌کنند. اِدی خودش را قربانی می‌کند تا خفاش‌ها را دور نگه دارد و در اثر حمله‌ی خفاش‌ها جان خود را از دست می‌دهد. اِلِوِن، مایک، ویل، جاناتان و آرگیل یک مخزن آب نمک ایجاد می‌کنند که از طریق آن اِلِوِن وارد ذهن مکس می‌شود تا با وِکنا مبارزه کند. با این حال، وِکنا او را مغلوب می‌کند و مکس را تصاحب می‌کند. او به اِلِوِن فاش می‌کند که از زمانی که او را به آنجا فرستاده، او دنیای وارونه را کنترل کرده‌است. او از ذرات دنیای وارونه مایند فِلِیِر (Mind Flayer) را ایجاد کرد و ذهن جمعی (Hive Mind) را تشکیل داد. مایک عشق خود را به اِلِوِن ابراز می‌کند و به او قدرت می‌دهد تا از وِکنا فرار کند و کنترل خود را بر مکس بشکند، اما مکس با این وجود کشته می‌شود. هاپر، جویس و موری دوباره وارد زندان می‌شوند و دموگورگون‌ها را می‌کشند و وکنا را بیشتر تضعیف می‌کنند. استیو، نانسی و رابین، فرم بدنی وِکنا را به آتش می‌کشند و ظاهراً او را می‌کشند. اِلِوِن از قدرت خود برای احیای مکس استفاده می‌کند، اما مرگ کوتاه مکس باعث می‌شود دروازه‌های وکنا باز شوند و در سراسر هاوکینز پخش شود. دو روز بعد، شهر در حال بهبودی از یک «زلزله» است. همه دوباره با هم متحد می‌شوند، در حالی که مکس در کما باقی می‌ماند. ویل احساس می‌کند که وِکنا هنوز زنده است، و دنیای وارونه شروع به نفوذ به شهر می‌کند. |   |                                        |              |                   |              |

## تولید

### توسعه
مانند فصول گذشته، برنامه‌ریزی برای فصل چهارم چیزهای عجیب قبل از انتشار فصل قبل آغاز شد. مت و راس دافر خالقان سریال در مصاحبه ای با «انتترتینمنت ویکلی» که مدت کوتاهی پس از انتشار فصل سوم پخش شد، فاش کردند که تیم خلاق سریال قبلاً در چندین نوبت برای بحث در مورد آینده سریال ملاقات کرده بودند. در ۳۰ سپتامبر ۲۰۱۹، نتفلیکس اعلام کرد که با برادران دافر برای یک قرارداد تلویزیونی و فیلمی چند ساله جدید امضا کرده‌است که بنا به گزارش‌ها ۹ رقم ارزش داشت. همزمان با اعلام قرارداد تولید، نتفلیکس همچنین با انتشار یک تیزر کوتاه و چند دقیقه‌ای در یوتیوب از تمدید «چیزهای عجیب» برای فصل چهارم خبر داد.

### نوشتن
راس دافر در مورد پایان فصل قبل، روند اتصال کمان‌های داستانی بین فصل‌ها را فاش کرد:
ما نمی‌خواهیم خودمان را در گوشه‌ای بنویسیم، بنابراین سعی می‌کنیم این بحث‌های اولیه را با نویسندگان انجام دهیم تا مطمئن شویم که خودمان را برای رفتن در مسیر درست آماده کرده‌ایم. ما چیزهای زیادی نمی‌دانیم، اما بسیاری از سکته‌های بزرگ را می‌دانیم. در پایان فصل دوم، ما در مورد بیلی می‌دانستیم. ما می‌دانستیم که روس‌ها قرار است وارد شوند. این‌جایی است که ما در فصل چهار هستیم. ما سکته‌های بزرگ گسترده‌ای را داریم. این فقط در مورد پر کردن آن خطوط در جزئیات است. ما در مورد اینکه قرار است به کجا برود بسیار هیجان زده هستیم. باز هم همان‌طور که گفتیم، حس بسیار متفاوتی نسبت به این فصل خواهد داشت. اما فکر می‌کنم این کار درستی است و فکر می‌کنم هیجان انگیز خواهد بود.

### فیلمبرداری

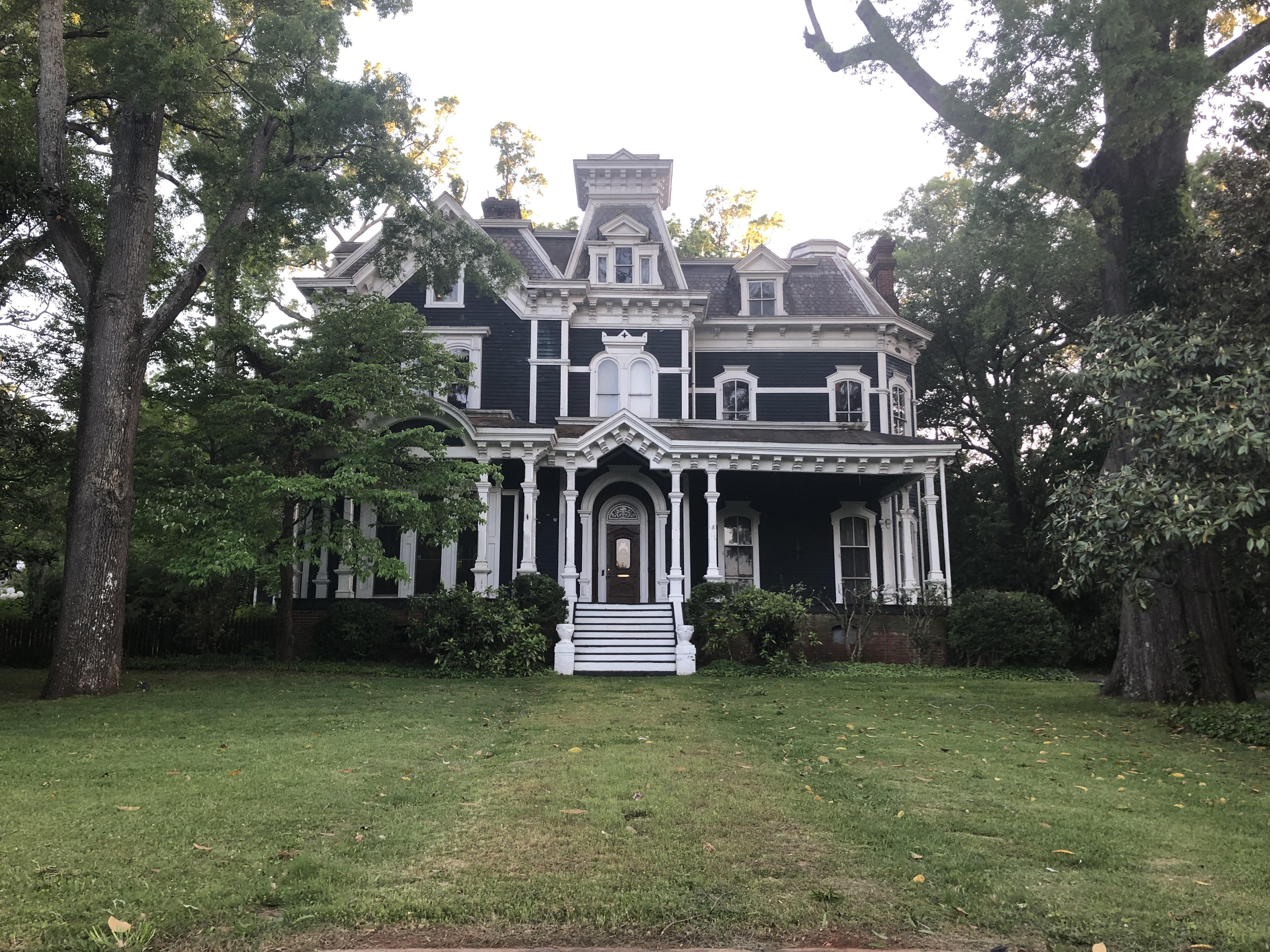
خانه کلرمونت در رم، جورجیا برای تصاویر خارجی از خانهٔ کریل استفاده شد.

فیلمبرداری فصل چهارم از فوریهٔ ۲۰۲۰ در کشور لیتوانی آغاز شده‌است و در ۱۴ فوریه تیزر کوتاهی از این سریال منتشر شد.

## انتشار
فصل چهارم از طریق پلتفرم پخش نتفلیکس در دو جلد منتشر شد، نخستین جلد با هفت اپیزود در ۲۷ مه ۲۰۲۲ منتشر شد، در حالی که جلد دوم با دو اپیزود پنج هفته بعد در ۱ ژوئیه ۲۰۲۲ منتشر شد این فصل نه قسمت دارد.
انتشار فصل ۴، سه روز پس از تیراندازی دبستان راب در یووالدی، تگزاس رخ داد که در پی آن یک مرد مسلح به ۲۱ نفر شلیک کرد. پس از این فاجعه، و با توجه به کلد اوپن اپیزود اول این سریال- صحنه‌ای که یک هفته پیش از نمایش به صورت آنلاین منتشر شده بود - دارای تصاویر گرافیکی از اجساد مرده (از جمله اجساد کودکان) است، نتفلیکس یک کارت اخطار را که پیش از خلاصهٔ فصل قبلی به‌طور خودکار پخش می‌شود، اضافه کرد. این کارت که فقط به بینندگان در ایالات متحده نشان داده می‌شود، به شرح زیر است:
ما این فصل از چیزهای عجیب را یک‌سال پیش فیلمبرداری کردیم. اما با توجه به تیراندازی غم‌انگیز اخیر در مدرسه‌ای در تگزاس، بینندگان ممکن است صحنهٔ ابتدایی اپیزود اول را ناراحت‌کننده بدانند. ما از این خشونت غیرقابل وصف عمیقاً متأسفیم و قلبمان همراه با تمام خانواده‌هایی است که در سوگ عزیزانشان سوگوار هستند.— نتفلیکس، 

## بازخورد
در وبگاه جمع‌آوری نقد راتن تومیتوز، ٪۸۹ از ۱۵۴ بررسی منتقدان مثبت است و میانگینِ امتیاز آن ۷٫۸۵/۱۰ است. اجماع این وبگاه چنین می‌نویسد: «تاریک‌تر و متراکم‌تر از فصل‌های قبلی خود، فصل چهارم چیزهای عجیب زمینه را برای آخرین فصل به شیوه‌ای پرارزش فراهم می‌کند، که تمام قسمت‌ها را بدون وقفه تماشا کرد.» این فیلم در متاکریتیک که از میانگین وزنی استفاده می‌کند، بر اساس نظر ۲۸ منتقدین امتیاز ۶۹ از ۱۰۰ را کسب کرده که نشان‌گر «نقدهای عموماً مطلوب» است.

### بینندگان
نتفلیکس گزارش داد که تا ۳۰ مه ۲۰۲۲، چیزهای عجیب ۴ بیش از ۲۸۷ میلیون ساعت دیده شده‌است، که از رکورد پیشین در هفتهٔ نخست از فصل دوم بریجرتون که ۱۹۳ میلیون ساعت بیننده داشت، پیشی گرفت. فصل‌های قبلی چیزهای عجیب نیز در همان هفته‌ای که فصل چهارم منتشر شد به ۱۰ برنامهٔ پربازدید تبدیل شدند.